# Élection présidentielle américaine de 1896
L'élection présidentielle américaine de 1896 est la 28e élection présidentielle depuis l'adoption de la Constitution américaine en 1787. Elle se déroule le mardi 3 novembre 1896. Le républicain William McKinley l'emporte face au démocrate William Jennings Bryan.
Le pays est plongé depuis plusieurs années dans une grave dépression économique, marquée par des prix bas, un chômage élevé et des grèves brutales. La campagne est principalement axée autour de la question du bimétallisme et celle des tarifs douaniers. McKinley, candidat du Parti républicain, réunit autour de lui les hommes d'affaires, les ouvriers qualifiés et les agriculteurs prospères autour d'un programme conservateur. Le soutien des industriels à sa campagne lui assure des ressources financières nettement supérieures à celles de son adversaire. Face à lui, Bryan, candidat du Parti démocrate, du Parti populiste et des Silver Republicans, se présente comme le champion des travailleurs face aux classes aisées et milite en faveur du bimétallisme et de l'inflation. Sa rhétorique moralisante lui aliène une partie importante de l'électorat conservateur, en particulier chez les Germano-Américains.
La participation est élevée. McKinley réussit ses meilleurs scores dans le Nord-Est, dans la moitié nord du Midwest et sur la côte ouest des États-Unis, ainsi que dans les grandes villes. À l'inverse, Bryan est plébiscité dans le Sud et dans les États des montagnes, mais cela ne suffit pas : il ne rassemble que six millions et demi de voix, contre plus de sept millions pour son adversaire, ce qui se traduit par une victoire écrasante de McKinley au sein du collège électoral (271 contre 176).
La victoire de McKinley, en grande partie le fruit d'une campagne particulièrement onéreuse menée par l'homme d'affaires Mark Hanna, marque le début d'une nouvelle période dans l'histoire politique des États-Unis, le « quatrième système de partis ». Jusqu'en 1932, les Républicains sont systématiquement au pouvoir, à l'exception de la période 1912-1920.

## Nominations

### Parti républicain

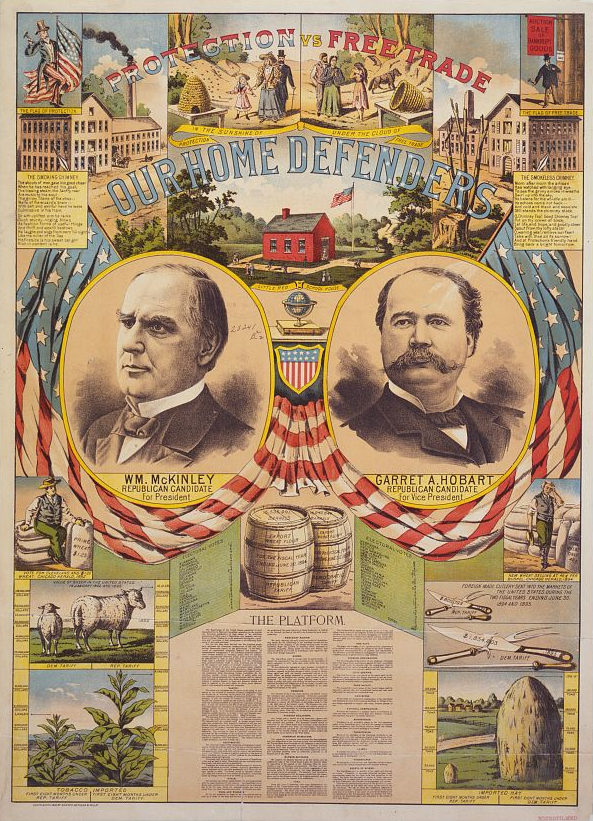
Affiche électorale républicaine.

La convention nationale républicaine se déroule du 16 au 18 juin 1896 à Saint-Louis, dans le Missouri.
| Nom                                                             | Votes |
| --------------------------------------------------------------- | ----- |
| William McKinley, ancien gouverneur de l'Ohio                   | 661,5 |
| Thomas Brackett Reed, président de la Chambre des représentants | 84,5  |
| Matthew S. Quay, sénateur de Pennsylvanie                       | 61,5  |
| Levi P. Morton, gouverneur de New York, ancien vice-président   | 58,0  |
| William B. Allison, sénateur de l'Iowa                          | 35,5  |
| J. Donald Cameron, sénateur de Pennsylvanie                     | 1,0   |

| Nom                                                             | Votes |
| --------------------------------------------------------------- | ----- |
| Garret A. Hobart, ancien président du Sénat du New Jersey       | 523,5 |
| H. Clay Evans, ancien représentant du Kentucky                  | 287,5 |
| Morgan Bulkeley, ancien gouverneur du Connecticut               | 39,0  |
| James A. Walker, représentant de Virginie                       | 24,0  |
| Charles W. Lippitt, gouverneur de Rhode Island                  | 8,0   |
| Thomas Brackett Reed, président de la Chambre des représentants | 3,0   |
| Chauncey Depew, ancien secrétaire d'État de New York            | 3,0   |
| John Mellen Thurston, sénateur du Nebraska                      | 2,0   |
| Frederick Dent Grant, ancien ambassadeur en Autriche-Hongrie    | 2,0   |
| Levi P. Morton, gouverneur de New York, ancien vice-président   | 1,0   |

### Parti démocrate

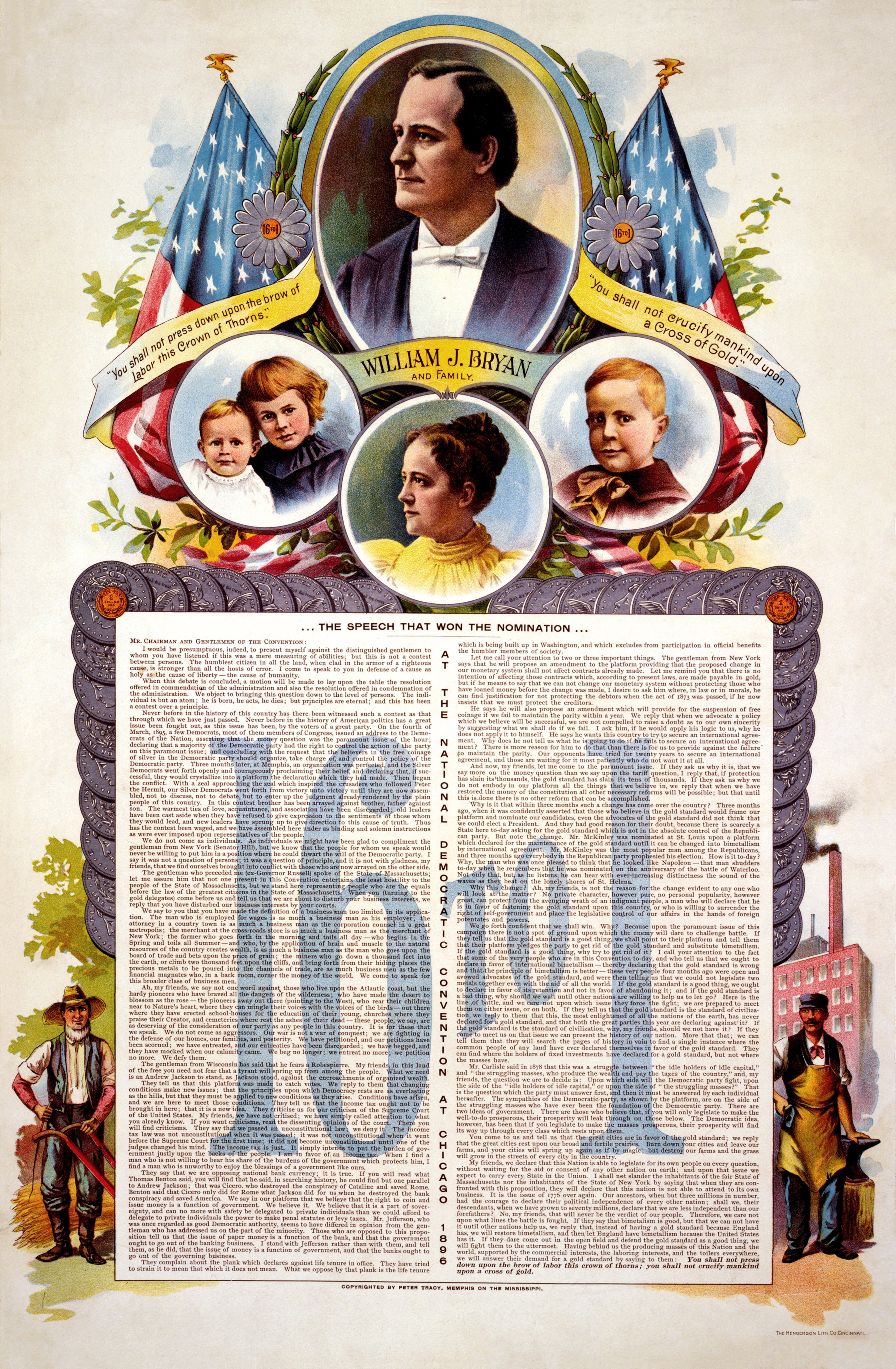
Affiche électorale démocrate.

La convention nationale démocrate se déroule du 7 au 11 juillet 1896 à Chicago, dans l'Illinois.
| Nom                                                    | Votes par tour | Votes par tour | Votes par tour | Votes par tour | Votes par tour | Votes par tour |
| Nom                                                    | 1er            | 2e             | 3e             | 4e             | 5e             | Unanimité      |
| ------------------------------------------------------ | -------------- | -------------- | -------------- | -------------- | -------------- | -------------- |
| William J. Bryan, ancien représentant du Nebraska      | 137            | 197            | 219            | 280            | 652            | 930            |
| Richard P. Bland, ancien représentant du Missouri      | 235            | 281            | 291            | 241            | 11             |                |
| Robert E. Pattison, ancien gouverneur de Pennsylvanie  | 97             | 100            | 97             | 97             | 95             |                |
| Joseph Blackburn, sénateur du Kentucky                 | 82             | 41             | 27             | 27             | 0              |                |
| Horace Boies, ancien gouverneur de l'Iowa              | 67             | 37             | 36             | 33             | 0              |                |
| John R. McLean                                         | 54             | 53             | 54             | 46             | 0              |                |
| Claude Matthews, gouverneur de l'Indiana               | 37             | 34             | 34             | 36             | 0              |                |
| Benjamin Tillman, sénateur de Caroline du Sud          | 17             | 0              | 0              | 0              | 0              |                |
| Adlai Ewing Stevenson, vice-président sortant          | 6              | 10             | 9              | 8              | 8              |                |
| Sylvester Pennoyer, ancien gouverneur de l'Oregon      | 8              | 8              | 0              | 0              | 0              |                |
| Henry M. Teller, sénateur du Colorado                  | 8              | 8              | 0              | 0              | 0              |                |
| William E. Russell, ancien gouverneur du Massachusetts | 2              | 0              | 0              | 0              | 0              |                |
| David B. Hill, sénateur de New York                    | 1              | 1              | 1              | 1              | 1              |                |
| James E. Campbell, ancien gouverneur de l'Ohio         | 1              | 0              | 0              | 0              | 0              |                |
| David Turpie, sénateur de l'Indiana                    | 0              | 0              | 0              | 0              | 1              |                |
| Votes blancs                                           | 178            | 160            | 162            | 161            | 162            |                |

| Nom                                                        | Votes par tour | Votes par tour | Votes par tour | Votes par tour | Votes par tour | Votes par tour |
| Nom                                                        | 1er            | 2e             | 3e             | 4e             | 5e             | Unanimité      |
| ---------------------------------------------------------- | -------------- | -------------- | -------------- | -------------- | -------------- | -------------- |
| Arthur Sewall                                              | 100            | 37             | 97             | 261            | 568            | 930            |
| John R. McLean                                             | 111            | 158            | 210            | 298            | 32             |                |
| Richard P. Bland, ancien représentant du Missouri          | 62             | 294            | 255            | 0              | 0              |                |
| Joseph C. Sibley, ancien représentant de Pennsylvanie      | 163            | 113            | 50             | 0              | 0              |                |
| George F. Williams, ancien représentant du Massachusetts   | 76             | 16             | 15             | 9              | 9              |                |
| John W. Daniel, sénateur de Virginie                       | 11             | 0              | 6              | 54             | 36             |                |
| Walter Clark                                               | 50             | 22             | 22             | 46             | 22             |                |
| James R. Williams, ancien représentant de l'Illinois       | 22             | 13             | 0              | 0              | 0              |                |
| William F. Harrity, président du Comité national démocrate | 19             | 21             | 19             | 11             | 11             |                |
| Joseph Blackburn, sénateur du Kentucky                     | 20             | 0              | 0              | 0              | 0              |                |
| Horace Boies, ancien gouverneur de l'Iowa                  | 20             | 0              | 0              | 0              | 0              |                |
| James Hamilton Lewis                                       | 11             | 0              | 0              | 0              | 0              |                |
| Robert E. Pattison, ancien gouverneur de Pennsylvanie      | 2              | 1              | 1              | 1              | 1              |                |
| George W. Fithian, ancien représentant de l'Illinois       | 1              | 0              | 0              | 0              | 0              |                |
| Henry M. Teller, sénateur du Colorado                      | 1              | 0              | 0              | 0              | 0              |                |
| Stephen M. White, sénateur de Californie                   | 1              | 0              | 0              | 0              | 0              |                |
| Votes blancs                                               | 260            | 255            | 255            | 250            | 251            |                |

## Résultats
| Candidats à la présidence | Parti                    | Vote populaire | Vote populaire | Grands électeurs | Candidats à la vice-présidence | Grands électeurs |
| Candidats à la présidence | Parti                    | Voix           | %              | Grands électeurs | Candidats à la vice-présidence | Grands électeurs |
| ------------------------- | ------------------------ | -------------- | -------------- | ---------------- | ------------------------------ | ---------------- |
| William McKinley          | Parti républicain        | 7 112 138      | 51,03          | 271              | Garret A. Hobart               | 271              |
| William Jennings Bryan    | Parti démocrate          | 6 510 807      | 46,70          | 176              | Arthur Sewall                  | 149              |
| William Jennings Bryan    | Parti populiste          | 6 510 807      | 46,70          | 176              | Thomas Edward Watson (en)      | 27               |
| John M. Palmer            | Parti démocrate national | 133 537        | 0,97           | 0                | Simon Bolivar Buckner          | 0                |
| Joshua Levering           | Parti de la prohibition  | 124 896        | 0,94           | 0                | Hale Johnson                   | 0                |
| Charles Matchett          | Parti ouvrier socialiste | 36 359         | 0,26           | 0                | Matthew Maguire                | 0                |
| Charles Eugene Bentley    | Parti de la prohibition  | 20 937         | 0,10           | 0                | James Southgate                | 0                |
| Total                     | Total                    | 13 938 674     | 100,00         | 447              |                                | 447              |